# Conor O'Farrell
Conor O'Farrell (Glendale, 13 gennaio 1956) è un attore statunitense attivo principalmente nel mondo della televisione.
È conosciuto principalmente per aver interpretato il ruolo del tenente comandante Phil Albano nella serie televisiva Dark Skies - Oscure presenze e quello di Roy Carroll nella serie televisiva Game of Silence

## Carriera
Attore caratterista apparso il molte produzione per la maggior parte in ambito televisivo, la sua carriera inizia nel 1989, anno in cui recita in alcuni episodi delle serie televisive Hunter, Autostop per il cielo, 21 Jump Street e Matlock e nel film per la televisione The Revenge of Al Capone. Durante gli anni '90 recita in numerosi film per la televisione, tra i quali Children of the Bride (1990), Hell Hath No Fury (1991), Perry Mason: La bara di vetro (1991), La morte preannunciata (1991), Sogni di morte (1991), I figli della sposa (1991), Le strade di San Francisco - Mike Stone ritorna (1992), La madre della sposa (1993), Un bambino di troppo (1993), Ricordi pericolosi (1994), La scuola del silenzio (1995) e Non sarò mai tua (1995), e appare come personaggio ricorrente in alcuni episodi delle serie televisive Quattro donne in carriera (1990), NYPD - New York Police Department (1995-1996), Murder One (1996), Cinque in famiglia (1997-1998), E.R. - Medici in prima linea (1999) e Ultime dal cielo (1999). Durante questo periodo recita inoltre per la prima volta in un film cinematografico, Effetto black out diretto da David Koepp, ed entra a far parte del cast principale della serie televisiva Dark Skies - Oscure presenze nel ruolo del tenente comandante Phil Albano, ruolo che interpreta per tutta la prima ed unica stagione prodotta tra il 1996 e il 1997. Nel 1998 è inoltre nel cast della miniserie televisiva Dalla Terra alla Luna nel ruolo dell'astronauta James McDivitt.
Tra gli anni 2000 e 2010 continua a recitare principalmente in serie televisive, apparendo il ruoli ricorrenti in Buffy l'ammazzavampiri, Philly, Senza traccia, 24, CSI - Scena del crimine, Desperate Housewives, Nip/Tuck, Surface - Mistero dagli abissi, Medium, The Unit, The Pacific, Lie to Me, Law & Order: LA, Justified, True Blood, Revolution e Gang Related. Nel 2016 viene inoltre inserito nel cast principale della serie Game of Silence, nel ruolo di Roy Carroll, ma dopo una singola stagione composta da dieci episodi, la serie viene cancellata a causa dei bassi ascolti ottenuti.
Oltre alle sue apparizioni televisive, O'Farrell partecipa anche ad alcuni film, spesso in ruoli secondari, tra i quali bisogna ricordare Echi mortali (1999), Flash of Genius (2008), The Lincoln Lawyer (2011) e See You in Valhalla (2015).

## Filmografia parziale

### Cinema
- Effetto black out (The Trigger Effect), regia di David Koepp (1985)
- Echi mortali (Stir of Echoes), regia di David Koepp (1999)
- Ti presento Bill (Meet Bill), regia di Bernie Goldmann e Melisa Wallack (2007)
- Flash of Genius, regia di Marc Abraham (2008)
- The Hunter's Moon, regia di Stephen Savage (2009)
- The Lincoln Lawyer, regia di Brad Furman (2011)
- Angel's Perch, regia di Charles Haine (2013)
- See You in Valhalla, regia di Jarret Tarnol (2015)

### Televisione
- Hunter – serie TV, episodi 5x12-5x13 (1989)
- The Revenge of Al Capone, regia di Michael Pressman – film TV (1989)
- Autostop per il cielo (Highway to Heaven) – serie TV, episodio 5x12 (1989)
- 21 Jump Street – serie TV, episodi 3x19-3x20-4x01 (1989)
- Matlock – serie TV, episodi 4x09-4x10 (1989)
- Quattro donne in carriera (Designing Women) – serie TV, episodi 4x13-4x14 (1990)
- Children of the Bride, regia di Jonathan Sanger – film TV (1990)
- Hell Hath No Fury, regia di Thomas J. Wright – film TV (1991)
- Perry Mason: La bara di vetro (Perry Mason: The Case of the Glass Coffin), regia di Christian I. Nyby II – film TV (1991)
- La morte preannunciata (Seeds of Tragedy), regia di Martin Donovan – film TV (1991)
- Sogni di morte (Death Dreams), regia di Martin Donovan – film TV (1991)
- I figli della sposa (Baby of the Bride), regia di Bill Bixby – film TV (1991)
- Le strade di San Francisco - Mike Stone ritorna (Back to the Streets of San Francisco), regia di Mel Damski – film TV (1992)
- La madre della sposa (Mother of the Bride), regia di Charles Correll – film TV (1993)
- Un bambino di troppo (Moment of Truth: A Child Too Many), regia di Jorge Montesi – film TV (1993)
- Moment of Truth: Caught in the Crossfire, regia di Chuck Bowman – film TV (1994)
- Ricordi pericolosi (Murder or Memory: A Moment of Truth Movie), regia di Christopher Leitch – film TV (1994)
- La scuola del silenzio (Trust: A Moment of Truth Movie), regia di Chuck Bowman – film TV (1995)
- Non sarò mai tua (Eye of the Stalker), regia di Reza Badiyi – film TV (1995)
- Star Trek: Deep Space Nine - serie TV, episodio 4x08 (1995)
- NYPD - New York Police Department (NYPD Blue) – serie TV, 4 episodi (1995-1996)
- Murder One – serie TV, 4 episodi (1996)
- Falso movente (Abduction of Innocence), regia di James A. Contner – film TV (1996)
- Dark Skies - Oscure presenze (Dark Skies) – serie TV, 17 episodi (1996-1997)
- Cinque in famiglia (Party of Five) – serie TV, 4 episodi (1997-1998)
- Dalla Terra alla Luna (From the Earth to the Moon) – miniserie TV, 4 puntate (1998) – James McDivitt
- E.R. - Medici in prima linea (ER) – serie TV, episodi 5x14-5x15 (1999)
- Ultime dal cielo (Early Edition) – serie TV, episodi 4x07-4x08 (1999)
- Buffy l'ammazzavampiri (Buffy the Vampire Slayer) – serie TV, episodi 4x19-4x20-4x21 (2000)
- X-Files (The X-Files) – serie TV, episodio 8x04 (2000)
- 61*, regia di Billy Crystal – film TV (2001)
- Philly – serie TV, episodi 1x08-1x08 (2001)
- CSI: Miami - serie TV, episodio 1x02 (2002)
- Senza traccia (Without a Trace) – serie TV, episodi 1x05-1x21-2x05 (2002-2003)
- Star Trek: Enterprise – serie TV, episodio 1x17-3x12 (2002-2004)
- 24 – serie TV, episodi 3x04-3x07-3x08 (2003)
- Nip/Tuck – serie TV, 4 episodi (2004-2005)
- Desperate Housewives – serie TV, episodi 1x11-1x12-1x15 (2005)
- CSI - Scena del crimine (CSI: Crime Scene Investigation) – serie TV, 13 episodi (2005-2012)
- Medium – serie TV, 6 episodi (2005-2008)
- Surface - Mistero dagli abissi (Surface) – serie TV, episodi 1x01-1x02 (2005)
- Cold Case - Delitti irrisolti (Cold Case) - serie TV, episodio 4x10 (2006)
- The Unit – serie TV, 4 episodi (2006-2007)
- Prison Break – serie TV, episodio 2x18 (2007)
- The Pacific – miniserie TV, 4 puntate (2010)
- Lie to Me – serie TV, episodi 2x18-2x22-3x05 (2010)
- Night and Day, regia di Milan Cheylov – film TV (2010)
- Criminal Minds - serie TV, episodio 6x08 (2010)
- Law & Order: LA – serie TV, episodi 1x04-1x10 (2010-2011)
- Justified – serie TV, episodi 2x06-3x09 (2011-2012)
- True Blood – serie TV, episodi 5x01-5x04 (2012)
- Revolution – serie TV, episodi 1x07-1x09 (2012)
- Midnight Sun, regia di Brad Anderson – film TV (2012)
- Castle – serie TV, episodio 5x12 (2013)
- Gang Related – serie TV, 4 episodi (2014)
- Game of Silence – serie TV, 10 episodi (2016)

## Doppiatori italiani
Nelle versioni in italiano delle opere in cui ha recitato, Conor O'Farrell è stato doppiato da:
- Sergio Di Giulio in JAG - Avvocati in divisa, Echi mortali, Ultime dal cielo, Justified, True Blood, Castle
- Luciano Roffi in Buffy l'ammazzavampiri, Giudice Amy, CSI - Scena del crimine
- Renato Cortesi in Profiler - Intuizioni mortali, Prison Break, Medium
- Stefano Mondini in Matlock, Cold Case - Delitti irrisolti
- Edoardo Nordio in Cinque in famiglia, 24
- Ambrogio Colombo in E.R. - Medici in prima linea, Revolution
- Stefano De Sando in Lie to Me, Law & Order: LA (ep. 1x04)
- Massimo Rinaldi in Senza traccia, Boston Legal
- Enrico Di Troia in Perry Mason: La bara di vetro
- Stefano Benassi in NYPD - New York Police Department
- Oliviero Dinelli in Dark Skies - Oscure presenze
- Natale Ciravolo in Ally McBeal
- Elio Zamuto in X-Files
- Franco Zucca in Boston Public
- Natale Ciravolo in The Guardian
- Antonio Sanna in The Practice - Professione avvocati
- Teo Bellia in CSI: Miami
- Santo Versace in Nip/Tuck
- Enzo Avolio in Desperate Housewives
- Massimo Gentile in NCIS - Unità anticrimine
- Sergio Di Stefano in Flash of Genius
- Sergio Lucchetti in Eli Stone
- Bruno Alessandro in The Pacific
- Diego Reggente in The Mentalist
- Carlo Sabatini in Criminal Minds
- Vladimiro Conti in The Lincoln Lawyer
- Luigi La Monica in Law & Order: LA (ep. 1x10)
- Michele Kalamera in Perception
- Maurizio Reti in Gang Related
- Ennio Coltorti in Game of Silence
- Paolo Marchese in Shooter